# 1994 في باكستان
فيما يلي قوائم الأحداث التي وقعت خلال عام 1994 في باكستان.

## سياسة

### انتهاء فترة المنصب
- 23 يناير – حكيم سعيد حاكم إقليم السند [الإنجليزية]‏.

## مواليد

### يناير
- 7 يناير – حسن آزاد لاعب كريكت إنجليزي.

### فبراير
- 7 فبراير – حسن علي لاعب كركيت باكستاني.

### أبريل
- 1 أبريل – ناصر إقبال لاعب اسكواش باكستاني.

### مايو
- 28 مايو – سرمد حميد لاعب كركيت باكستاني.

### يونيو
- 1 يونيو – دوا مالك

## وفيات

### ديسمبر
- 26 ديسمبر – برفين شاكر (مواليد 1952) كاتبة باكستانية.